# George Buchanan (umanista)
George Buchanan (Killearn, febbraio 1506 – Edimburgo, 28 settembre 1582) è stato un umanista, poeta e storico scozzese.

## Biografia

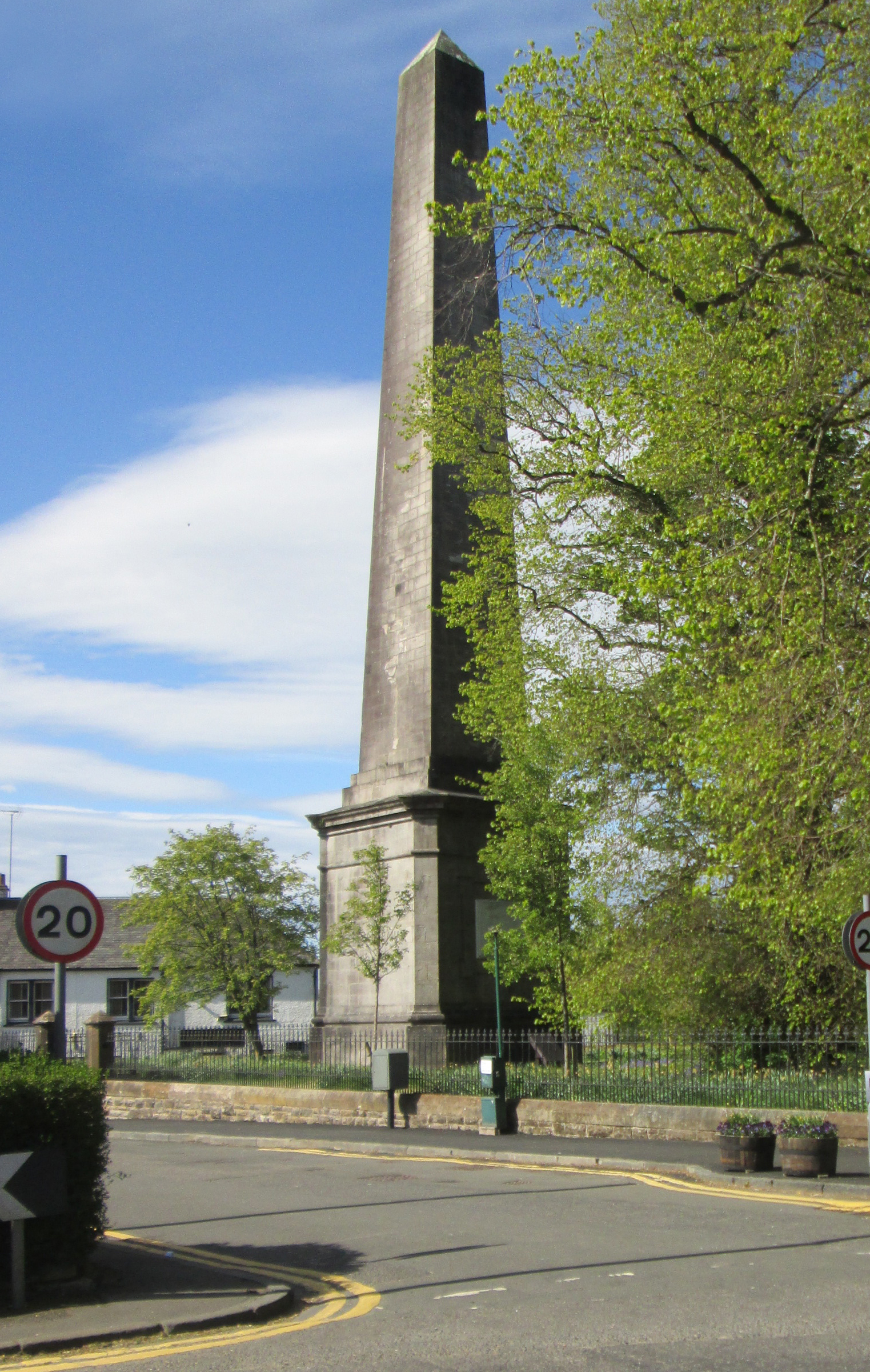
L'obelisco dedicato a George Buchanan, Killearn

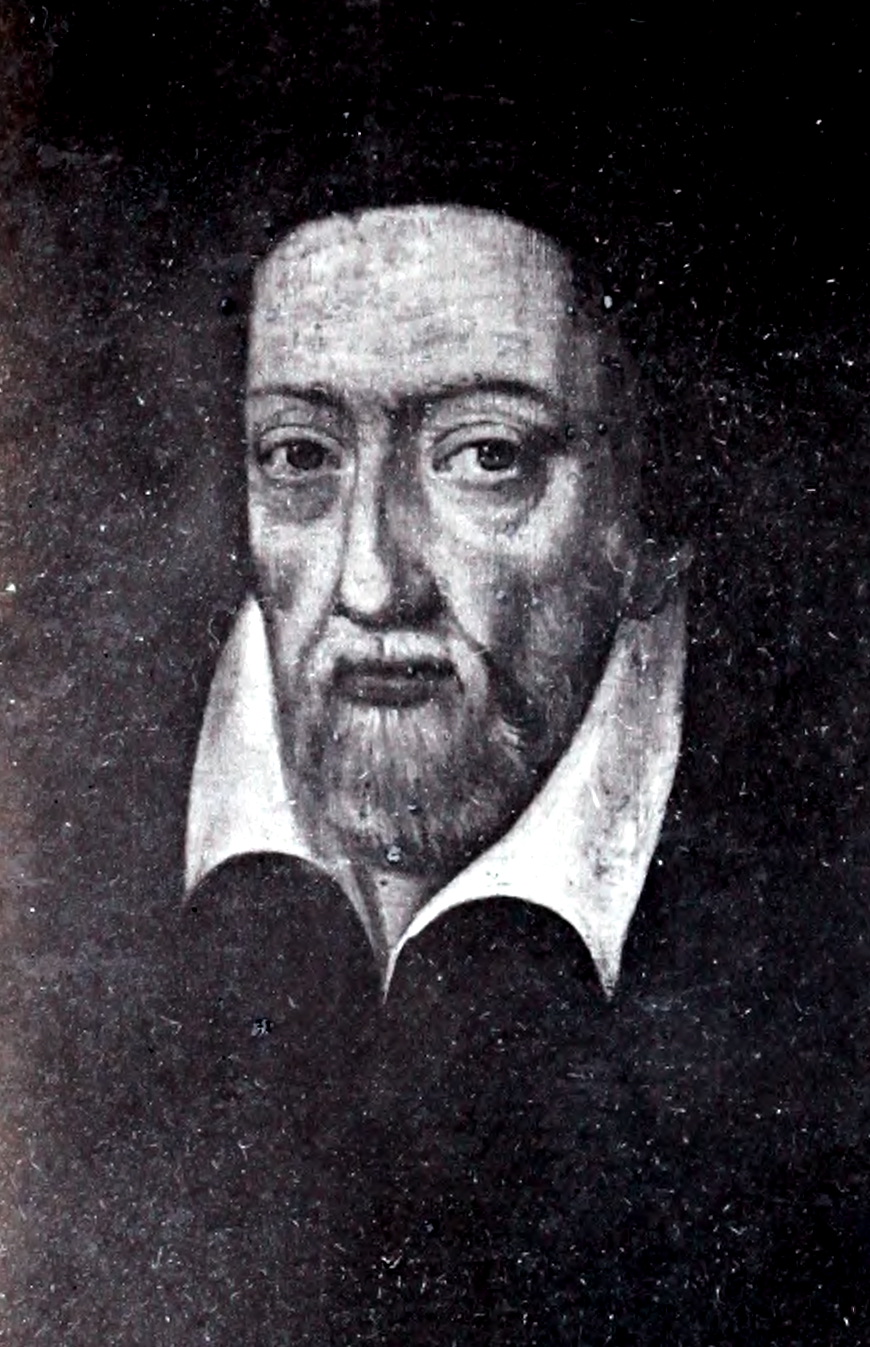
Ritratto di George Buchanan

Il padre di George Buchanan, pur appartenendo a un'antica famiglia proprietaria di un vasto appezzamento nei pressi di Stirling, con la sua prematura morte lasciò in uno stato di difficoltà economiche la vedova, Agnes Heriot, e l'intera famiglia.
Buchanan frequentò la scuola di Killearn, prima di trasferirsi per un biennio a Parigi per proseguire gli studi presso l'Università di Parigi, interrotti dalla morte improvvisa dello zio e quindi dal precipitoso rientro in patria. Nel 1525, comunque Buchanan si laureò all'Università di Sant'Andrea e l'anno seguente tornò nella capitale parigina per intraprendere la carriera di insegnante.
Nel 1529 venne nominato Procuratore della nazione germanica all'Università parigina, ma verso la fine degli anni trenta ritornò in Scozia, mostrandosi fortemente interessato e dibattuto alla questione religiosa, soprattutto agli argomenti della Riforma ed alle posizioni espresse da Erasmo.
La sua prima produzione letteraria in Scozia, durante il periodo di soggiorno presso la residenza di Lord Cassilis fu il poema satirico Sommiun, nel quale criticò sia la vita monastica in generale sia la concezione del mondo dei francescani.
I successivi poemi Palinodia e Franciscanus et Fratres, ruotanti attorno agli stesse temi dell'opera precedente, costarono, nel 1539, all'autore una condanna e l'incarcerazione.
Riuscito ad evadere dal carcere, Buchanan riparò in Francia, dapprima a Parigi e poi a Bordeaux, dove intraprese l'attività di insegnante di latino presso il College di Guienne. Tra i suoi allievi si annotarono personaggi illustri quali Michel de Montaigne. A questo periodo risalirono numerose traduzioni, come quella di Medea e due drammi originali, Jephthes (sive Votum) e Baptistes (sive Calumnia).
Nel 1547 si trasferì a Coimbra, dove insegnò nella locale università per un biennio prima di venir accusato di luteranismo e di pratiche giudaiche e quindi arrestato nuovamente e rinchiuso nelle carceri dell'Inquisizione.
Liberato il 28 febbraio 1552, salpò per le coste britanniche, che raggiunse dopo un breve soggiorno parigino.
Buchanan divenne uno dei più fedeli sostenitori di Maria Stuarda, almeno fino all'omicidio di Darnley, dopo il quale Buchanan assunse una posizione di forte critica nei confronti della regina.
Nel 1570, dopo l'assassinio di Moray, Buchanan fu nominato uno dei precettori del giovane re Giacomo VI di scozia (che poi diverrà Giacomo I d'Inghilterra) e fu grazie ai suoi severi insegnamenti che il giovane re acquisì la sua erudizione. In qualità di tutore anziano, Buchanan sottopose Giacomo anche a regolari punizioni corporali, riuscendo comunque a instillare in lui una passione per la letteratura e l'apprendimento che durò tutta la vita. Buchanan cercò di trasformare Giacomo in un re timorato di Dio e protestante che accettasse i limiti della monarchia, come delineato nel suo trattato De Jure Regni apud Scotos.
Gli ultimi anni della sua vita furono impegnati dalla pubblicazione di alcuni importanti lavori, quali il De Jure Regni apud Scotos (1579) e il Rerum Scoticarum Historia (1582). Morì ad Edimburgo nel 1582.

## Opere letterarie
Fortemente convinto che il latino sarebbe diventato la lingua universale della cristianità, Buchanan scrisse quasi tutti i suoi libri in quella lingua, compresi i suoi drammi, Baptistes e Jephthes, che gli assicurarono una notorietà di dimensioni europee.
Sono da annoverare il De Sphaera, scritto per difendere il sistema tolemaico, la Rerum Scoticarum Historia (1582), nella quale l'autore manifestò la necessità di sostenere le libertà religiose e politiche, il De Jure Regni apud Scotos (1579), composto sotto forma di dialogo, nel quale l'autore propose l'importanza del potere del popolo, e i poemi Fratres Fraterrimi, Elegiae, Silvae, Hendecasyllabon Liber, Iambon Liber.
In lingua scozzese, invece, Buchanan scrisse la satira Chamaeleon, pubblicata nel 1711.